# Castejón de Monegros
Castejón de Monegros (Castillón de Monegros en aragonés) es un municipio y localidad de España, en la provincia de Huesca, comarca de Los Monegros. Ubicado al pie de las últimas estribaciones al este de la Sierra de Alcubierre.

## Demografía
Castejón de Monegros cuenta con una población de 468 habitantes (INE 2024).
| Gráfica de evolución demográfica de Castejón de Monegros entre 1842 y 2021                                          |
| |
| Población de derecho según los censos de población del INE Población de hecho según los censos de población del INE |

## Administración y política
| Período             | Alcalde                                          | Partido |  |
| ------------------- | ------------------------------------------------ | ------- |  |
| 1979-1980 1980-1983 | Esteban Puey Aibar José Luis Escalona Valdovinos | PSOE    |  |
| 1979-1980 1980-1983 | Esteban Puey Aibar José Luis Escalona Valdovinos | PSOE    |  |
| 1983-1987           | José Luis Escalona Antonio Puey                  | PSOE    |  |
| 1987-1991           | Francisco Castejón                               | PSOE    |  |
| 1991-1995           | Francisco Castejón                               | PSOE    |  |
| 1995-1999           | José Santos Badimon                              | PAR     |  |
| 1999-2003           | José Santos Badimon                              | PAR     |  |
| 2003-2007           | Pilar Serrate Serrate                            | PSOE    |  |
| 2007-2011           | Pilar Serrate Serrate                            | PSOE    |  |
| 2011-2015           | Ana María Puey Campos                            | PSOE    |  |
| 2015-2019           | Ana María Puey Campos                            | PSOE    |  |
| 2019–2022           | Ana María Puey Campos                            | PSOE    |  |
| 2023-2026           | Ana María Puey Campos                            | PSOE    |  |

| Partido político    | Partido político                                   | 2003   | 2007   | 2011   | 2015   | 2019   | 2023   |
| Partido político    | Partido político                                   | Ediles | Ediles | Ediles | Ediles | Ediles | Ediles |
|                     | Partido de los Socialistas de Aragón (PSOE-Aragón) | 3      | 3      | 3      | 4      | 5      | 4      |
|                     | Partido Popular de Aragón (PP)                     | 1      | 2      | 2      | 3      | 2      | 3      |
|                     | Partido Aragonés (PAR)                             | 2      | 1      | 1      | 0      | —      | —      |
|                     | Chunta Aragonesista (CHA)                          | —      | —      | 1      | 0      | —      | —      |
| Total de concejales | Total de concejales                                | 7      | 7      | 7      | 7      | 7      | 7      |

## Patrimonio
- Restos de un castillo medieval del que sólo queda una torre de muralla, de gran planta rectangular, casi cuadrada, cuyo interior se utiliza desde tiempo inmemorial como ermita consagrada a San Sebastián y San Fabián.
- Iglesia parroquial de Nuestra Señora de la Lumbre. Gótico cisterciense. Retablo mayor del siglo XV de Miguel de Ximénez, parcialmente destruido durante la Guerra Civil, y restaurado en su totalidad.
- Ermita consagrada a Santa Ana con múltiples y evidentes reconstrucciones hasta el siglo XVIII.
- Ermita consagrada a San Miguel, localizada a 14 km de la población en el Monte de Jubierre perteneciente a Castejón de Monegros.
- Varios inmuebles de arquitectura civil aragonesa, cuyo mayor exponente es la antigua Casa Consistorial, del siglo XVI, que posee lonja abierta; totalmente restaurada en el 2002.

Casas Importantes de Castejón de Monegros 
- Casa Buil - En la calle del Angel
- Casa los Romairales- En la calle Mayor
- Casa Blaser -En la calle Mayor
- Casa el Boquero- En la calle del Pilar
- Casa el Ronquillo - En la calle del Portillo.
- Casa el Herrero - En la calle de la Iglesia
- Casa Urcia - En la calle de la Iglesia
- Casa la Molinera- En la calle de la iglesia
- Casa Bosque - En la calle del Rebote
- Casa Felipa - En la calle del Rebote
- Casa el Estanquero- En la calle de la Iglesia

## Fiestas y tradiciones
Fiestas Mayores (26 de julio) en honor a Santa Ana con la música de la tradicional Gaita de boto y el dance compuesto exclusivamente por mujeres, se va a la ermita de Santa Ana llevando a hombros a la santa y acompañados del tradicional dance y al final de la procesión van unas carrozas hechas de diferentes temáticas, a la vuelta de la ermita al pueblo el ángel y el diablo disputan la lucha del bien y el mal.
Fiesta Menor: 20 de enero en honor de san Sebastián, se hace el tradicional reparto de naranjas de manos de los mayordomos de la ermita, todas las tardes de las fiestas sobre las 16:30 de la tarde se realiza el café concierto acompañado del tradicional quemadillo de ron, el día de la cabra también es una tradición en la localidad monegrina de Castejón de Monegros se disfraza al animal con bonitos ropajes y se presenta a un concurso. 
Romería a San Miguel- 8 de mayo Varias personas del pueblo la misma mañana del 8 de mayo que es cuando se celebra la fiesta en honor de san Miguel bajan andando desde el pueblo de Castejón de Monegros a la ermita de San Miguel que separadas por 14 km que este grupo de personas hacen con mucha devoción. Esa misma mañana en la ermita se celebra la misa en honor al santo en la que la ermita luce con bellas flores que la adornan y varios cirios a los pies del altar que varias familias de Castejón de Monegros ponen para honrar al santo. Después de la misa se hacen varias comidas entre las cuadrillas que ese día acuden a la romería.